# Sericania carinata
Sericania carinata är en skalbaggsart som beskrevs av Brenske 1898. Sericania carinata ingår i släktet Sericania och familjen Melolonthidae. Inga underarter finns listade i Catalogue of Life.